# Heinrich Brummack
Pour les articles homonymes, voir Brummack.
Heinrich Brummack, né le 19 janvier 1936 à Treuhofen, dans la province de Brandebourg (État libre de Prusse) et mort le 21 février 2018 à Schwäbisch Hall (Allemagne), est un sculpteur allemand.

## Biographie
Heinrich Brummack naît à Treuhofen dans le arrondissement de Sternberg-Ouest.
Il termine une formation de ciseleur à Iserlohn. À l'Université des arts de Berlin (Hochschule für Bildende Künste) de Berlin, il étudie la sculpture avec Hans Uhlmann et Paul Dierkes de 1956 à 1964 et en 1959 et 1960 à l'Académie de la Grande-Chaumière à Paris avec Ossip Zadkine.
En 1966, il reçoit le prix Villa Massimo à Rome et en 1969 le prix Villa Romana à Florence. Il participe à la documenta 8 à Cassel en 1987 avec la sculpture Eine Skulptur heirate. Brummack enseigne le design sculptural et le design au département de design de l'Université des sciences appliquées de Münster depuis 1982. Il a vécu et travaillé à Westerkappeln jusqu'en 2011 puis à Schwäbisch Hall depuis 2011.

## Œuvre

### Dans l'espace public
Les œuvres de Heinrich Brummack dans l'espace public comprennent :
- la sculpture Krummstab, située sur le sentier des sculptures forestières de Wittgenstein-Sauerland ;
- Pour la Künstler-Nekropole (nécropole de l'artiste) dans le quartier Harleshausen de Cassel, il a créé sa tombe en granit qui sert également de bain d'oiseaux. Les artistes de cette nécropole, tous participants à la documenta, entreprirent de leur vivant d'être enterrés dans la nécropole ;
- À Cassel, sa fontaine du marché est érigée sur la Wehlheider-Platz. La double sculpture Ort der Harmonie de 1986/1987 est située dans le parc de sculptures de la vallée du Westerwald (Im Tal (de)) ;
- Brummack a participé au premier projet de sculpture pan-allemand à Gotha avec le plastique Hasenpforte, qui a été érigé en 1992 dans la cour du château de Friedenstein et se trouve maintenant dans une zone verte du centre-ville de Gotha[1] ;
- À Osnabrück en Basse-Saxe, la sculpture (Angelnder) Stadt-Hase (1999) en grès et métal peint a été placée sur une poutre industrielle en fer en forme de double T sur la Hase. Il y a d'autres ses œuvres dans l'espace public de la ville ;
- Dans son lieu de résidence, Westerkappeln, près d'Osnabrück, il y a la fontaine avec un lapin et des fleurs au centre du village ;
- A Berlin, parmi d'autres œuvres : 
  - la Wolkentor à l'aéroport de Tegel ;
  - la Nicht-Geburtstagsbrunnen à Berlin-Kreuzberg ;
- La Birthday table, à Osaka (Japon) ;
- la Golden Stone of Nykosia, à Nicosie (Chypre).

Quelques œuvres de Brummack
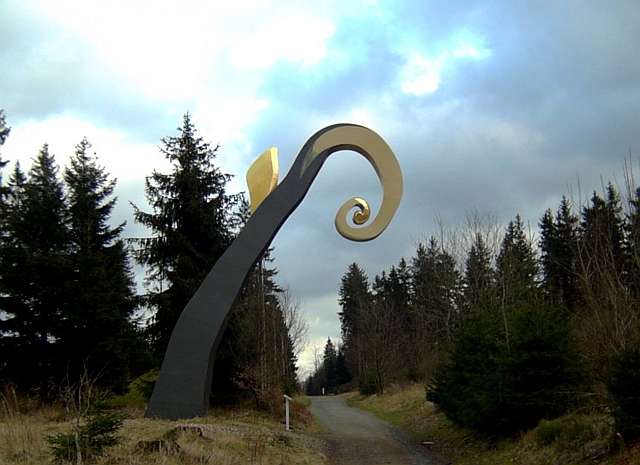
Krummstab, Waldskulpturenweg Wittgenstein-Sauerland (de)
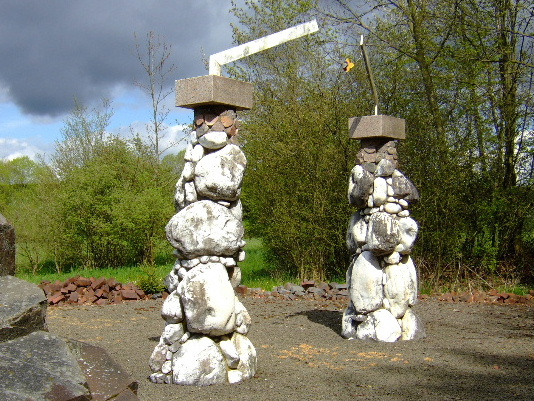
Ort der Harmonie (1986/7), Im Tal (de), Hasselbach (Westerwald)
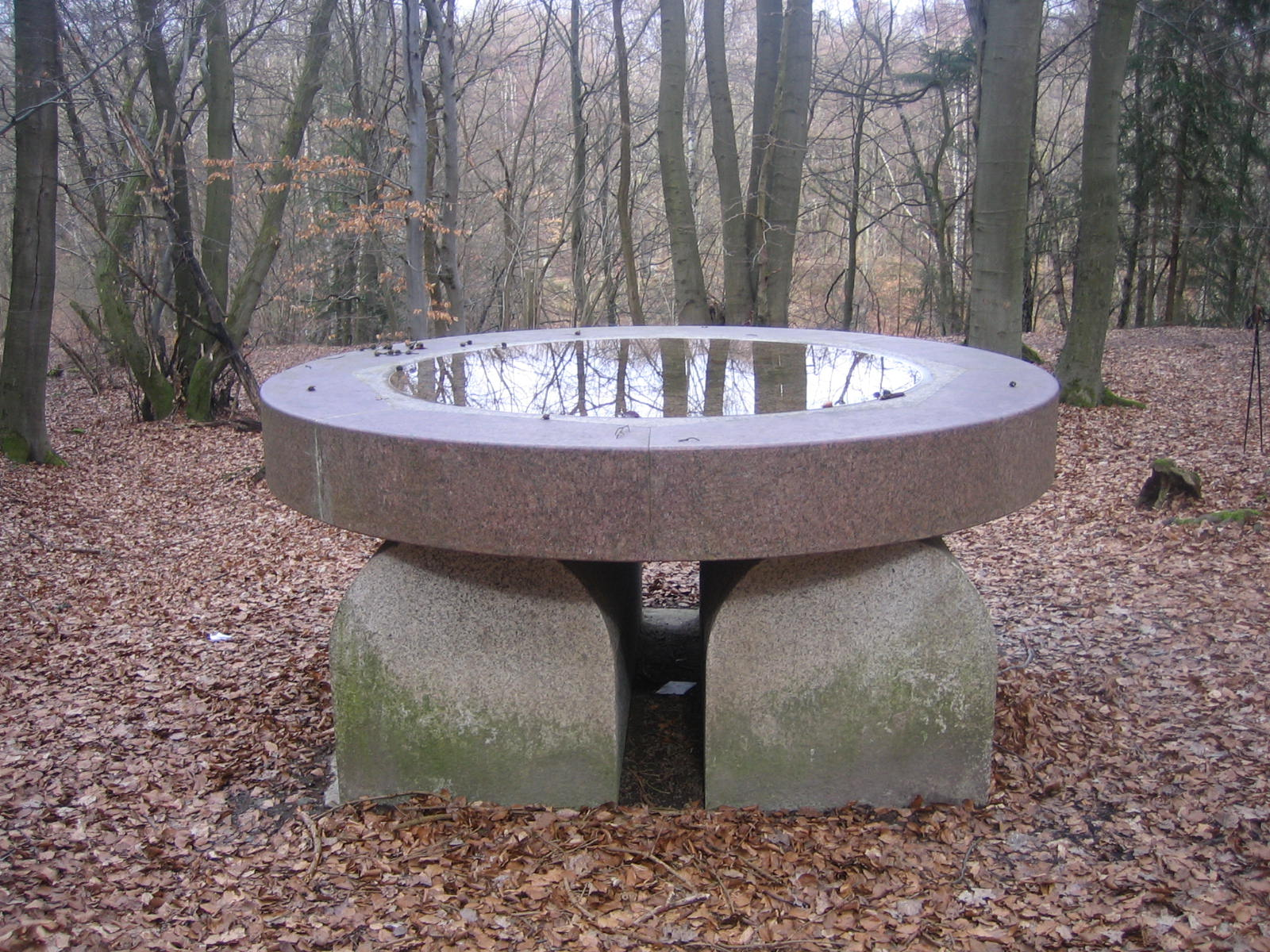
Vogeltränke (1997) dans la Künstler-Nekropole de Cassel
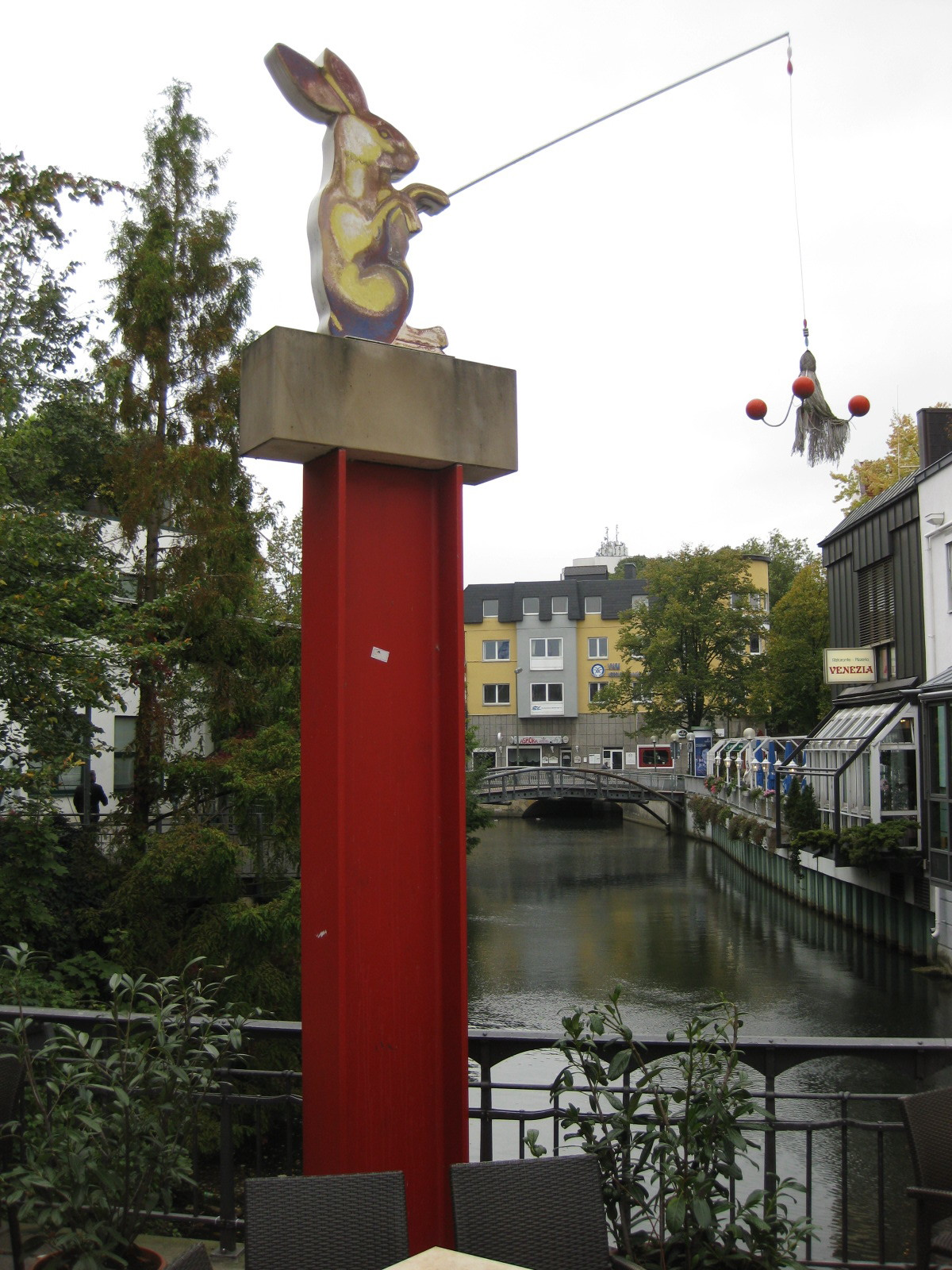
(Pêche) Stadt-Hase (1999) à Osnabrück
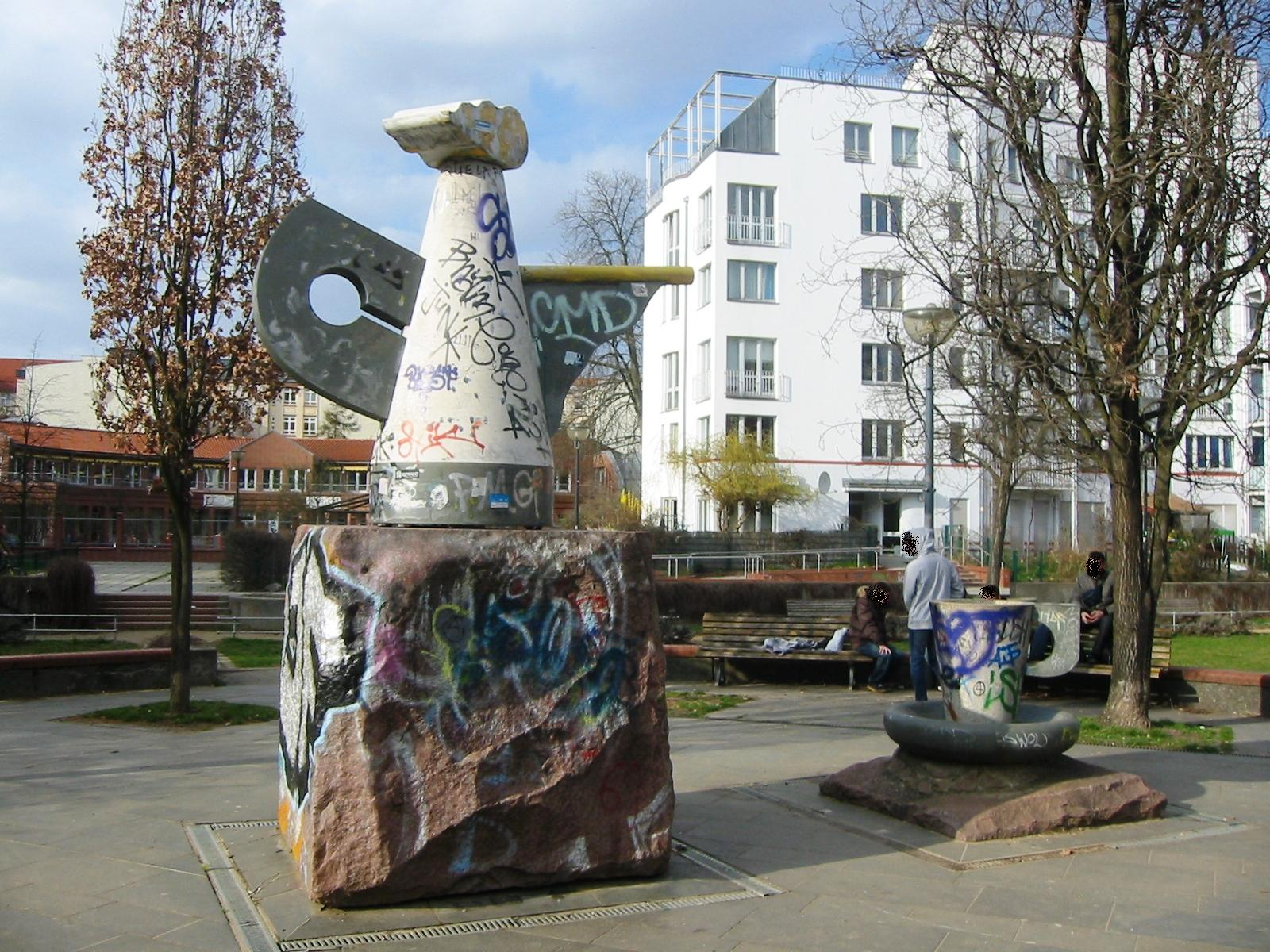
Fontaine du non-anniversaire à Berlin-Kreuzberg

### Dans les collections
Brummack est représenté avec son travail dans des collections privées et publiques ainsi que dans des musées. Il s'agit notamment d'œuvres conservées à la Neue Nationalgalerie de Berlin, au Duisburg Lehmbruck Museum, au Musée des Arts et Métiers de Hambourg à Hambourg, de la Neue Galerie de Cassel, du Würth Museum privé de Künzelsau ou au Katsumi Kawamura Museum de Tokyo (Japon).